# Qualificazioni al campionato mondiale di football americano 2025
Risultati delle qualificazioni ai Mondiali di football americano Germania 2025. La fase finale doveva inizialmente disputarsi nel 2019, è stata successivamente rimandata al 2023 e poi al 2025; i risultati di questa fase di qualifiche mantengono la validità anche dopo il rinvio.

## Europa
27 membri IFAF:
- 12 partecipanti
- si qualificano 2 squadre (più la Germania, assegnataria del mondiale).

Vanno alla fase finale le prime tre classificate all'Europeo A 2021:
- Italia
- Svezia

Qualificata inoltre la
- Germania

## Asia
11 membri IFAF:
- si qualifica 1 squadra.

|  | Segnaposto | – | Segnaposto |  |

Va alla fase finale:
- Segnaposto

## America
16 membri IFAF:
- ( gli Stati Uniti sono qualificati direttamente quale campione del mondo in carica)
- si qualificano 2 squadre.

Per il secondo posto disponibile si affrontano Segnaposto  e Segnaposto.
|  | Segnaposto | – | Segnaposto |  |

Vanno alla fase finale:
- Stati Uniti
- Segnaposto

## Oceania
5 membri IFAF:
- ? partecipanti
- si qualifica 1 squadra.

Va alla fase finale:
- Australia

## Africa
10 membri IFAF:
- si qualifica 1 squadra.

| Kampala 11-12 novembre 2023 | Uganda | 0 – 14 referto | Kenya | Legends Rugby Grounds |

| Nairobi 12 dicembre 2023 | Kenya | – | Uganda |  |

Va alla fase finale:
- Segnaposto